# Ilpe
Ilpe là một sông ở Nordrhein-Westfalen, Đức. Nó có chiều dài 511m.